# Cráter secundario
Los cráteres secundarios son cráteres de impacto que se forman por trozos eyectados por un impacto mayor. A veces forman cadenas de cráteres.
Los trozos pueden viajar por muchos cientos de kilómetros antes de volver a colisionar con el cuerpo mayor. En la Tierra, los restos de los cráteres son erosionados rápidamente por el clima y la actividad de los seres vivos, por lo que los cráteres secundarios son más claros en otros cuerpos celestes, como la Luna o Marte.

## Ejemplos lunares

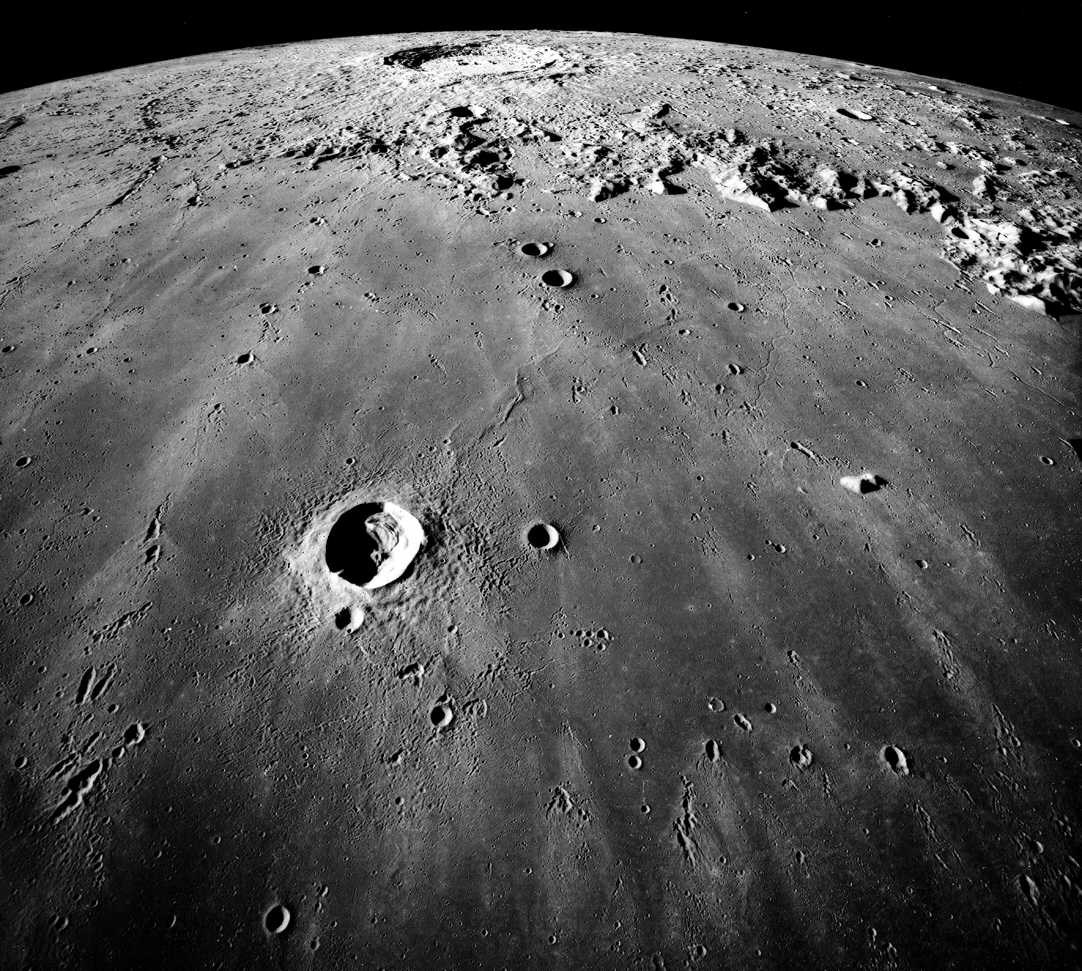
El Mare Imbrium (al frente) está cruzado por cráteres secundarios del impacto que formó el cráter Copérnico (arriba, al centro)
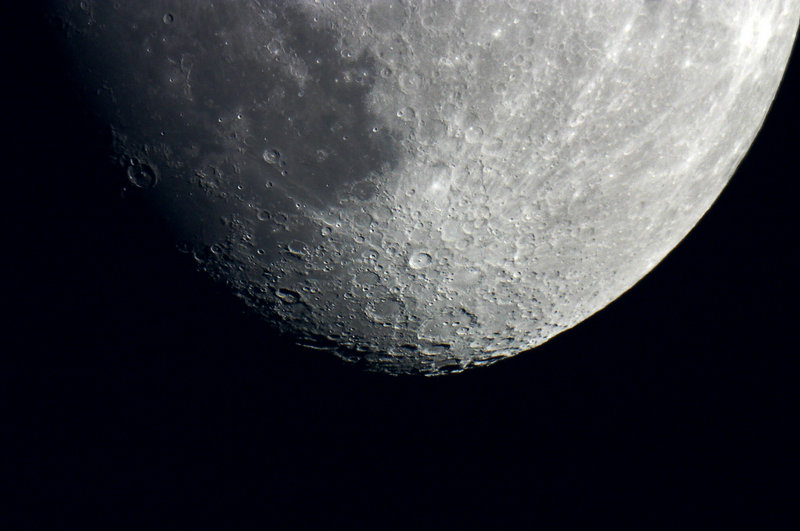
Los rayos que radian desde el cráter Tycho son cráteres secundarios, restos del impacto original. Son más fáciles de observar durante la Luna llena.